# Kentro Neōn Onīsilos Sōtīras
Il Kentro Neōn Onīsilos Sōtīras (in greco Κέντρο Νέων Ονήσιλος Σωτήρας?, Centro Giovanile "Onesilus" di Sotira), meglio conosciuto come Onīsilos Sōtīra, è stata una squadra di calcio cipriota del villaggio di Sotira nel distretto di Famagosta.

## Storia
Il club è stato fondato il 14 luglio 1978 dalla fusione di due club preesistenti, l'Onīsilos (attivo dal 1972) e il Kentro Neōn (fondato nel 1975). Il nome del club deriva dall'antico eroe greco Onesilus.
Ha partecipato alla Divisione A in una sola occasione.

## Colori e simboli
I colori sociali sono il bianco e il verde. Sullo stemma è rappresentato l'eroe Onesilus.

## Palmarès

### Competizioni nazionali
- G' Katīgoria: 1

2017-2018

### Altri piazzamenti
- B' Katīgoria:

Terzo posto: 2002-2003